# Strimbauerbach
Der Strimbauerbach ist ein rund 1,1 Kilometer langer rechter Nebenfluss des Liebochbaches in der Steiermark. Er entspringt nordwestlich des Hauptortes von Sankt Bartholomä und fließt zuerst in einem Linksbogen, dann in einem Rechtsbogen südlich und westlich des Hofes Trölp vorbei insgesamt nach Westen. Nördlich von Sankt Bartholomä mündet er in der Nähe der L336 in den Liebochbach, der dann etwas nach links abknickt. Auf seinem Lauf nimmt der Strimbauerbach von rechts einen unbenannten Bach auf.